# 수과

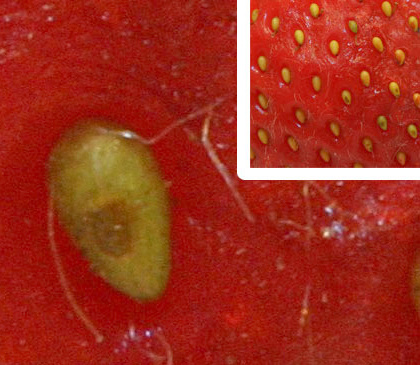
딸기 씨를 가까이 들여다 보면 수과가 뚜렷하게 드러난다.

수과(瘦果, 영어: achene)는 수많은 종의 속씨식물이 생산한 말린 열매의 일종이다. 수과의 영어 낱말 achene는 입을 크게 벌리는 것을 뜻하는 그리스어 낱말 χαίνειν에서 나왔다.

## 예
폐과(閉果)의 하나로서 메밀, 해바라기, 민들레, 삼, 미나리아재비 따위의 열매가 일반적인 수과에 속한다.
딸기의 수과는 친숙한 편인데 여기서 씨가 바로 수과이기 때문이다. 기술적으로 딸기는 한 집합의 수과가 모인 집합과일(aggregate fruit)이며 섭취하는 것이 보조조직(accessory tissue)이므로 딸기를 집합 부과(aggregate accessory fruit)라고 말할 수 있다.
장미 또한 수과를 생산한다. 장미의 씨는 각 과실로서 몇 개의 수과를 보유하고 있다.

## 사진첩

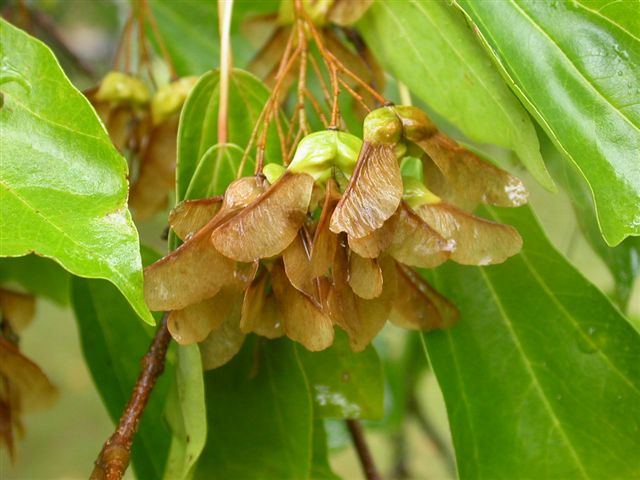
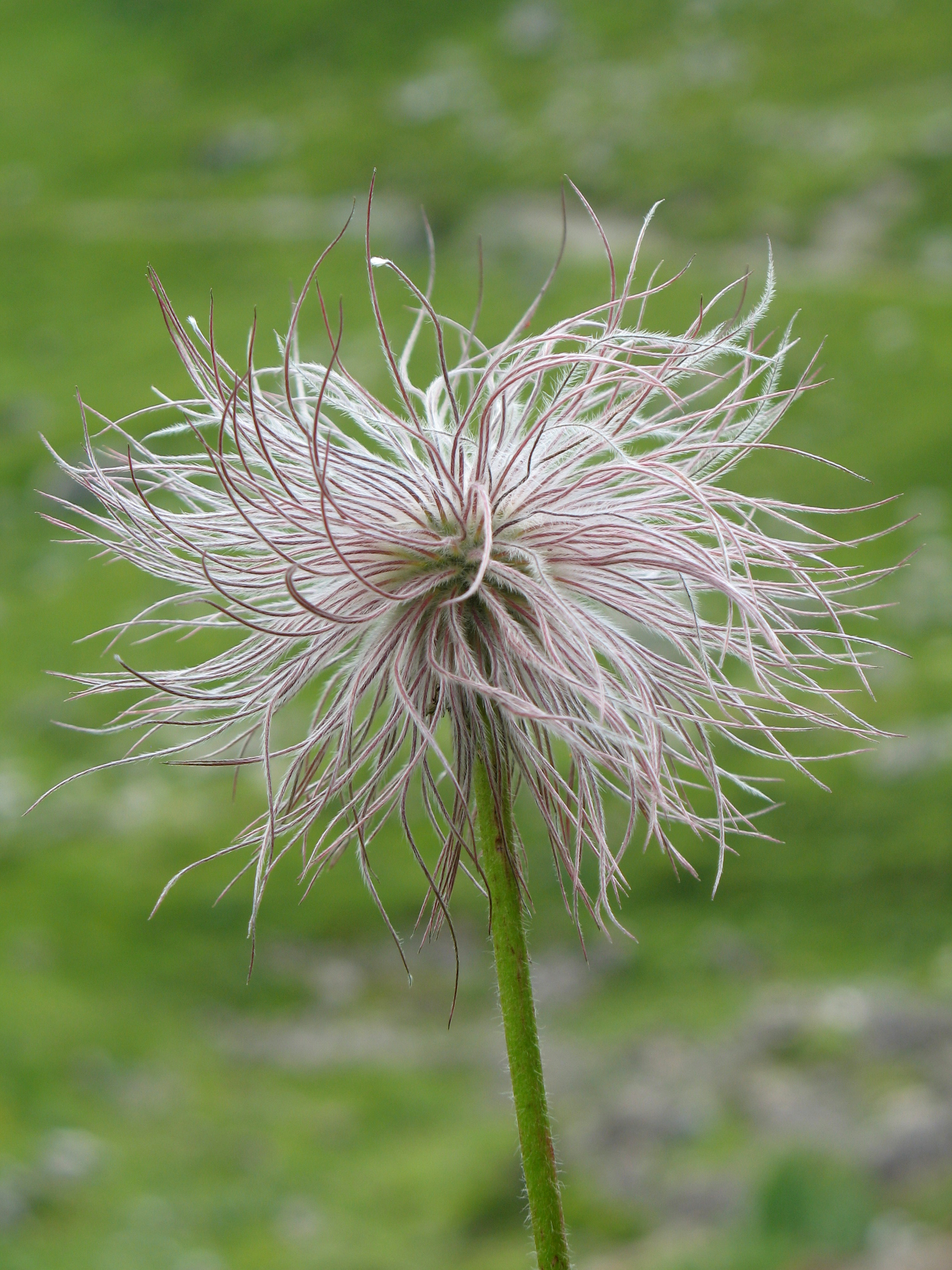